# Station Baarn
Station Baarn is het spoorwegstation in Baarn gelegen aan de spoorlijnen Hilversum – Amersfoort (Gooilijn) en Utrecht – Baarn (Stichtse lijn). Het werd geopend in 1874 en is gewaardeerd als rijksmonument.
Hoewel het een klein station is, heeft het een bijzondere eigenschap die verder alleen een klein aantal grotere stations heeft: een koninklijke wachtkamer. Paleis Soestdijk ligt op ongeveer twee kilometer afstand, in 1874 woonde hier Prins Hendrik (1820-1879), die daardoor in de omgeving de trein kon nemen. Later konden koningin Juliana en prins Bernhard over hun eigen luxueuze wachtkamer beschikken om op de trein te wachten.
Station Baarn heeft vier sporen: spoor 1 grenst direct aan het stationsgebouw en werd gebruikt voor de trein van/naar Utrecht Centraal, die Baarn als eindpunt heeft. De sporen 2 en 3 liggen langs het eilandperron, hier stoppen de treinen in de richtingen van Amersfoort en Amsterdam. In 2008 werd een nieuw perron langs spoor 4 in gebruik genomen, als nieuw eindpunt voor de trein uit Utrecht. Spoor 1 is vervolgens buiten gebruik gesteld en deels opgebroken. In 2010 is deze opbreking deels tenietgedaan. Op 30 april 2010 werd dit spoor door aankomst van de Vrijheidstrein van het Comité 4 en 5 mei weer in gebruik genomen. Het is uitsluitend te bereiken vanuit de richting Hilversum en is daarmee een kopspoor geworden.

## Geschiedenis

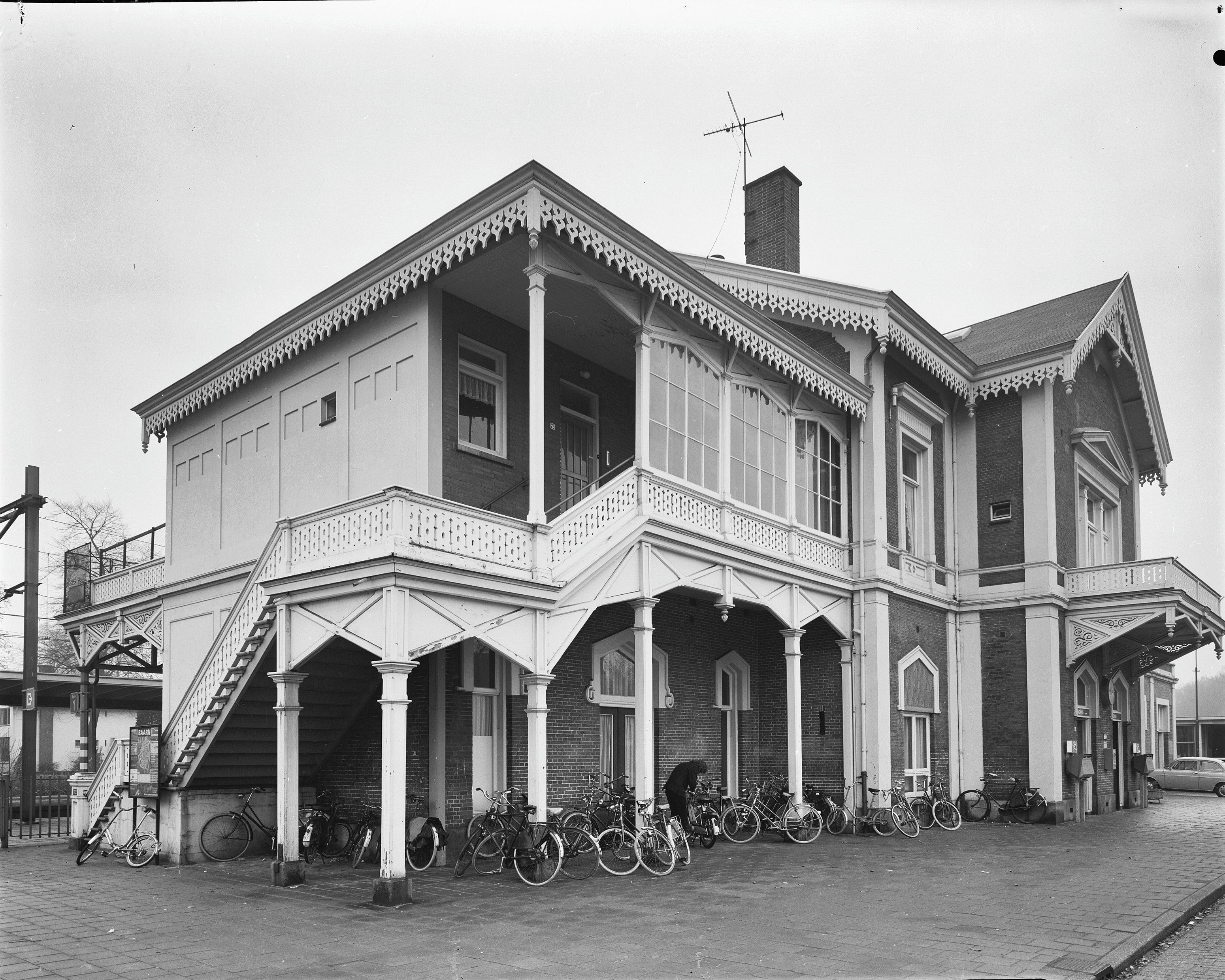
Station Baarn, vanaf Stationsplein in 1976.

In 1898 werd een tweede station gebouwd op ongeveer 200 m ten zuidoosten van het eerste. Dit had een eigen spoorlijn ten zuidwesten van dat station. Het huidige station werd gebruikt door de Hollandsche IJzeren Spoorweg-Maatschappij (HSM) voor de treinen van de Oosterspoorweg tussen Amsterdam en Amersfoort. Het in 1898 geopende zogeheten buurtstation werd door de Nederlandsche Centraal-Spoorweg-Maatschappij (NCS) gebruikt als eindpunt voor de treinen van/naar Utrecht.
Nadat de NCS in 1938 was opgegaan in de Nederlandse Spoorwegen werd een verbinding aangelegd tussen het HSM-station en de lijn richting Utrecht. In 1948 werd het buurtstation gesloten, het spoor naar het buurtstation werd verwijderd. De treinen van/naar Utrecht maakten voortaan gebruik van spoor 1 van het HSM-station. Nadeel van deze situatie was dat deze treinen gelijkvloers de drukke lijn Hilversum - Amersfoort moesten oversteken. Hierom werd in 2008 een nieuw perron aangelegd aan de kant van het voormalige NCS-station, zodat de treinen uit Utrecht voortaan station Baarn binnen kunnen komen zonder andere sporen te kruisen.
Het voormalige NCS-station is tegenwoordig in gebruik als restaurant.

## Tegeltableau
Naast de toegangsdeur aan de perronzijde van het stationsgebouw bevindt zich een tegeltableau. Het werd op 3 juni 1946 onthuld bij de voltooiing van de elektrificatie van de spoorlijn Amsterdam – Amersfoort. Het tableau met een afmeting van 87x61 cm en bestaande uit 24 tegels werd aangeboden door de VVV 'Baarns Bloei'. De tegels werden ontworpen door de Utrechtse kunstenaar Arie Kortenhoff (1880-1956). Deze was gedurende zestig jaar in dienst van de Faience- en Tegelfabriek Westraven (voorheen Ravesteyn). Aan de bovenkant staat een herinnering aan het in gebruik nemen van het traject Hilversum – Amersfoort van de Oosterspoorweg door de Hollandse IJzeren Spoorwegmaatschappij (H.IJ.S.M.) op 10 juni 1874 In het midden van het tableau staat een afbeelding van een wagon van het geëlektrificeerde treinstel. Links staat een afbeelding van het Baarnse station en het voormalige gemeentewapen van Baarn. Rechts staat het Amsterdamse wapen en een afbeelding van de Prins Hendrikkade met onder andere de Sint-Nicolaaskerk en de Schreierstoren.
Kortenhoff maakte in dienst van Westraven naast keramische versieringen ook naamborden, herinneringstableaus en wanddecoraties als spreukentegels.

## Bouw van nieuw perron en liften
Om vertragingen te voorkomen is spoor 4, dat geen perron had, geschikt gemaakt voor de treinen van en naar Utrecht. Hiervoor werd een nieuw perron gebouwd en verloor spoor 1 zijn functie. Spoor 4 is een kopspoor geworden, vanuit Hilversum zijn nu dus alleen de sporen 1, 2 en 3 beschikbaar. Tussen het station en de aftakking richting Utrecht werd een derde spoor aangelegd. De huidige verbindingen van spoor 4 op de hoofdlijn zijn ook weggehaald, zodat dit spoor alleen vanuit Utrecht bereikbaar is. Wel bestaat de mogelijkheid om treinen vanuit Utrecht naar de sporen 2 en 3 te sturen.
Het was de bedoeling dat het nieuwe perron al in december van 2007 in gebruik zou worden genomen, hier werd echter mee gewacht tot de herinrichting van het stationsgebied voldoende gevorderd was. Naast de aanleg van het nieuwe perron werd ook de spoorwegovergang naast het station vervangen en zijn er liften gebouwd. Op 1 december 2008 werd het nieuwe perron in gebruik genomen. Eind 2008 waren alle werkzaamheden gereed.

## Dienstregeling
In de dienstregeling 2025 stoppen op dit station de volgende treinseries:
| Serie | Treinsoort    | Route                                                                                      | Bijzonderheden                                                                                     |
| ----- | ------------- | ------------------------------------------------------------------------------------------ | -------------------------------------------------------------------------------------------------- |
| 5500  | Sprinter (NS) | Utrecht Centraal – Den Dolder – Baarn                                                      | Rijdt 's avonds en in het weekend 1x per uur.                                                      |
| 5800  | Sprinter (NS) | Amersfoort Vathorst – Amersfoort Centraal – Baarn – Hilversum – Weesp – Amsterdam Centraal | Rijdt in de vroege ochtend en na 22:30 uur niet tussen Amersfoort Vathorst en Amersfoort Centraal. |

## Overig openbaar vervoer
Naast station Baarn bevindt zich een bushalte, waarvandaan enkele streekbussen vertrekken. Het openbaar vervoer in de omgeving van Baarn wordt uitgevoerd door Syntus Utrecht in opdracht van de provincie Utrecht (concessie Provincie Utrecht). De volgende lijnen doen station Baarn aan:
| Lijn | Route |
| ---- | --- |
| 272  | Baarn - Soestdijk Noord - Soest Smitsveen - Soest Station Zuid - Soesterberg P+R - Utrecht Science Park - Utrecht Rijnsweerd |
| 572  | Soest - Baarn - Bunschoten - Spakenburg - Bunschoten - Zevenhuizen - Amersfoort Vathorst                                     |
| 573  | Amersfoort Meander MC - Soest - Baarn - Eemnes                                                                               |
| N70  | Amersfoort Eemplein - Amersfoort Centraal Station - Soest Station Zuid - Soest Overhees - Soestdijk Noord - Baarn            |

Bijgewerkt op 5 december 2022 01:12 (CET)

## Ontwikkeling aantal reizigers
Het aantal door NS vervoerde reizigers (per gemiddelde werkdag) ontwikkelde zich sedert 2019 als volgt:
| Jaar | Aantal reizigers |
| ---- | ---------------- |
| 2019 | 4.932            |
| 2020 | 2.261            |
| 2021 | 2.405            |
| 2022 | 3.399            |
| 2023 | 4.085            |
| 2024 | 4.150            |

## Afbeeldingen

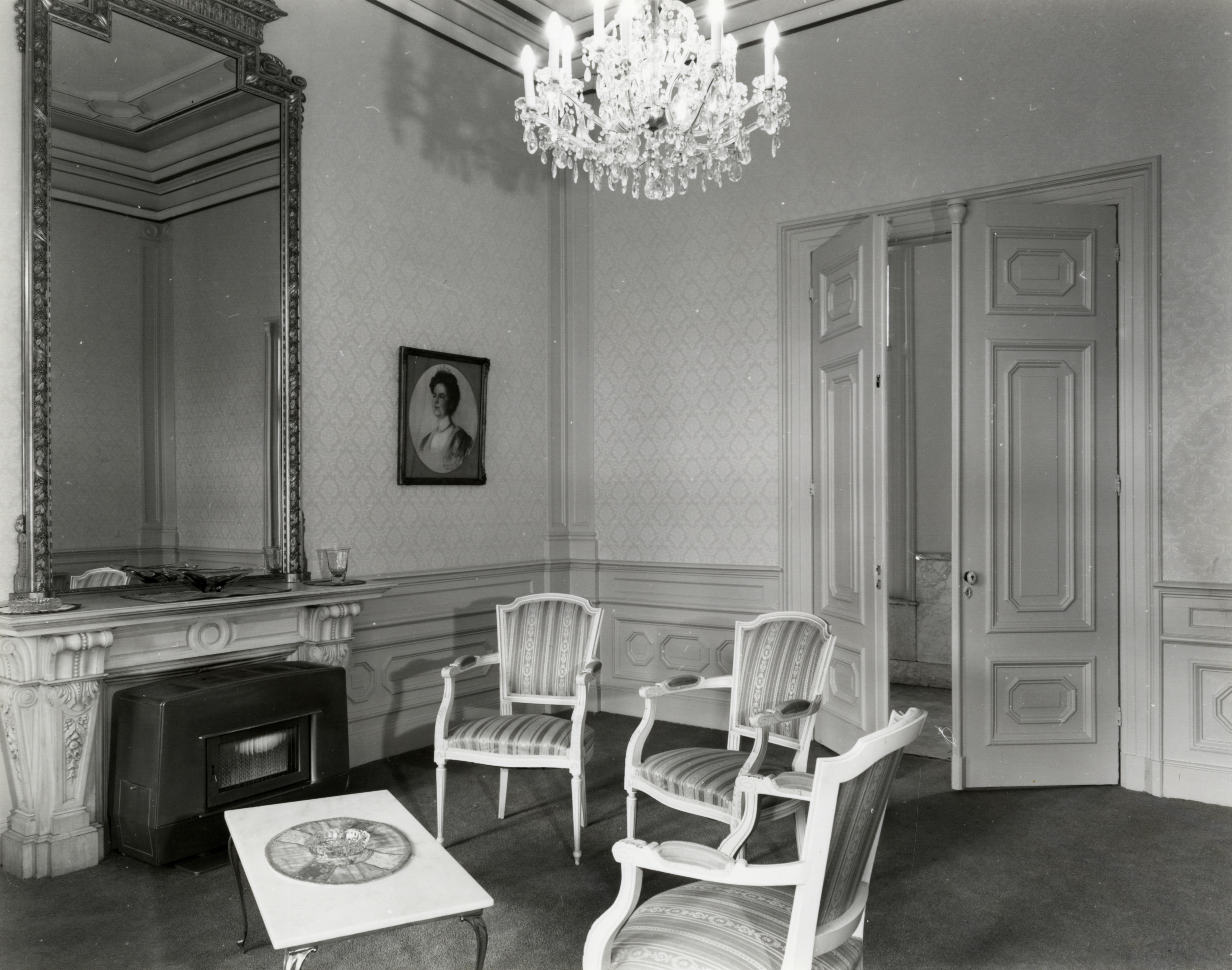
De koninklijke wachtkamer
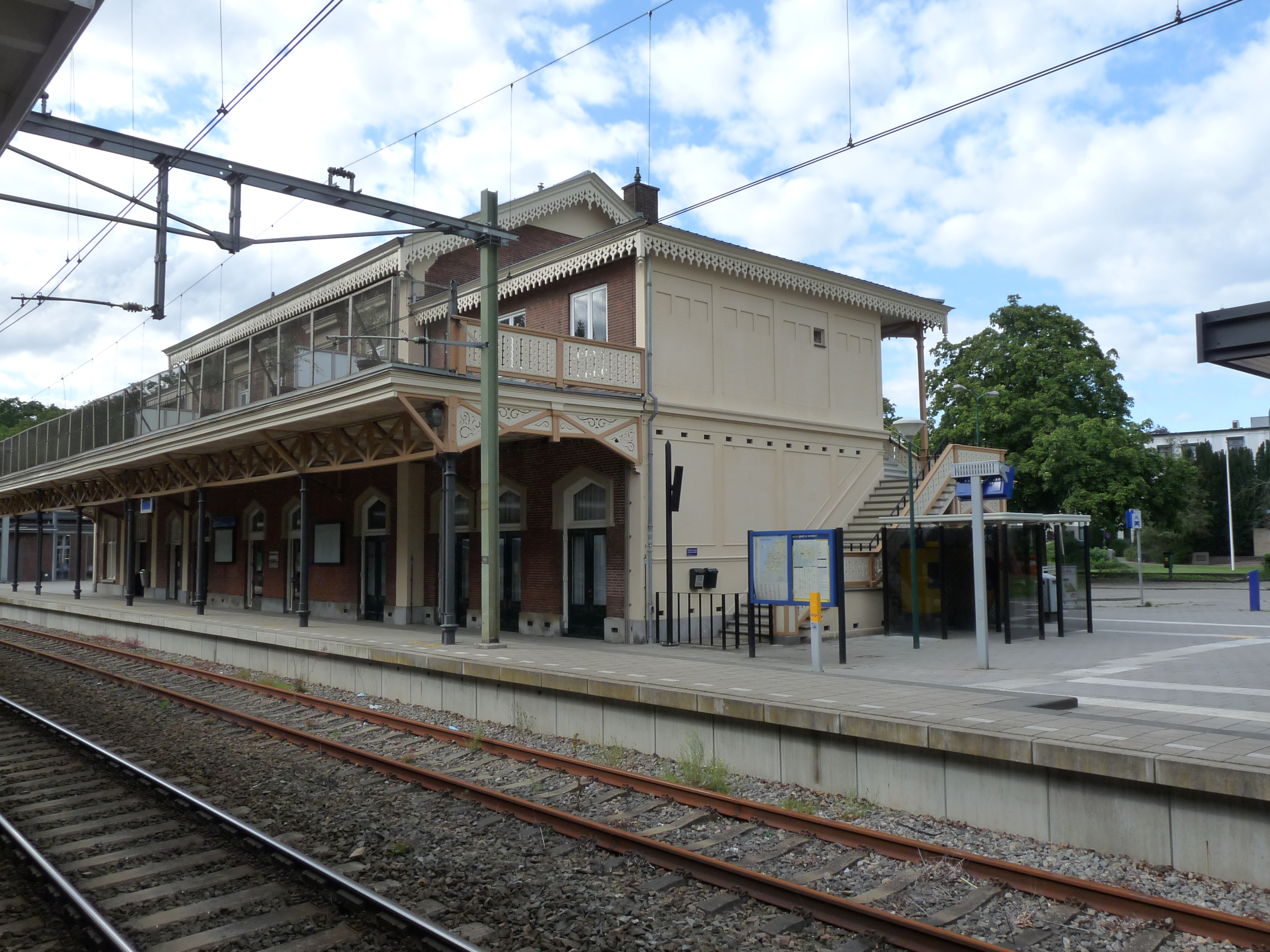
Het stationsgebouw gezien vanaf de perrons
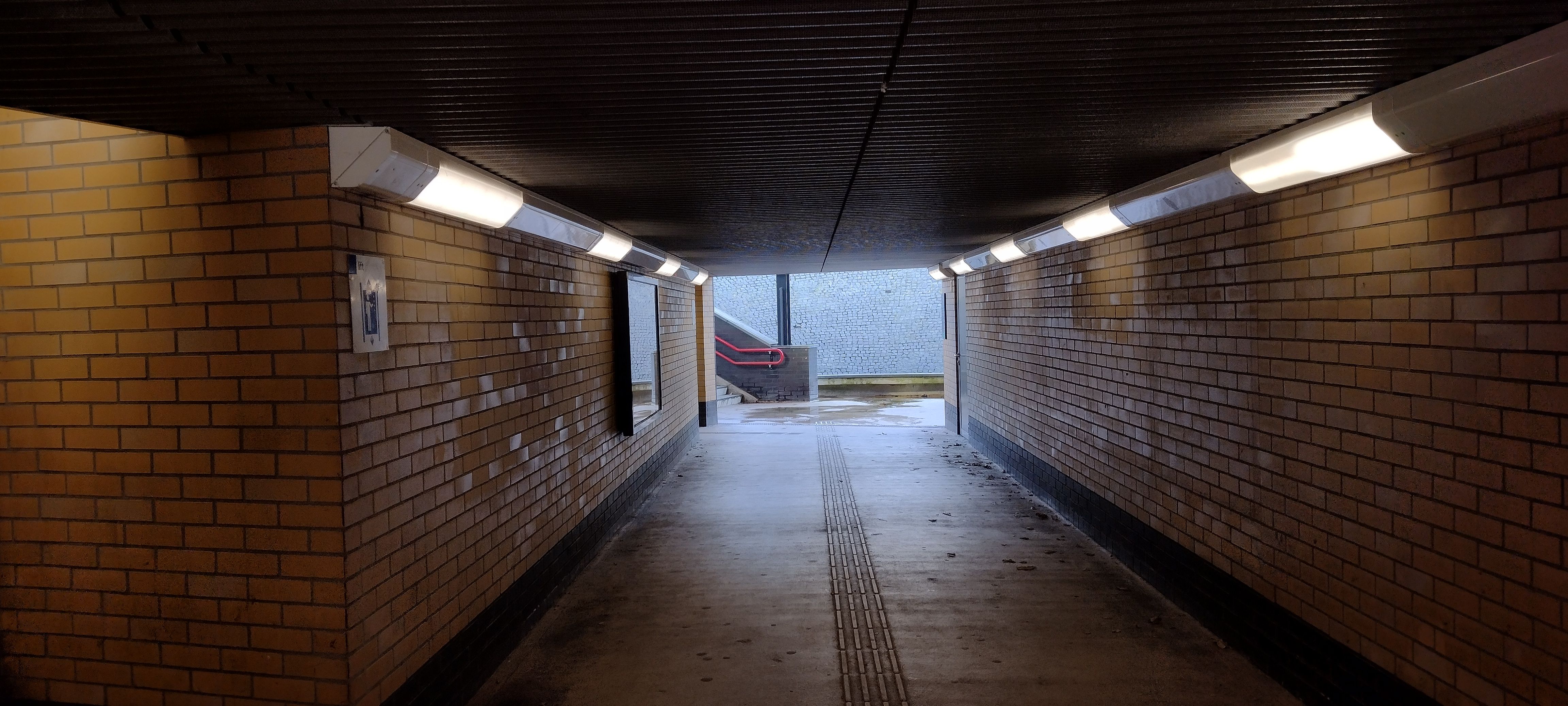
De voetgangerstunnel onder de sporen
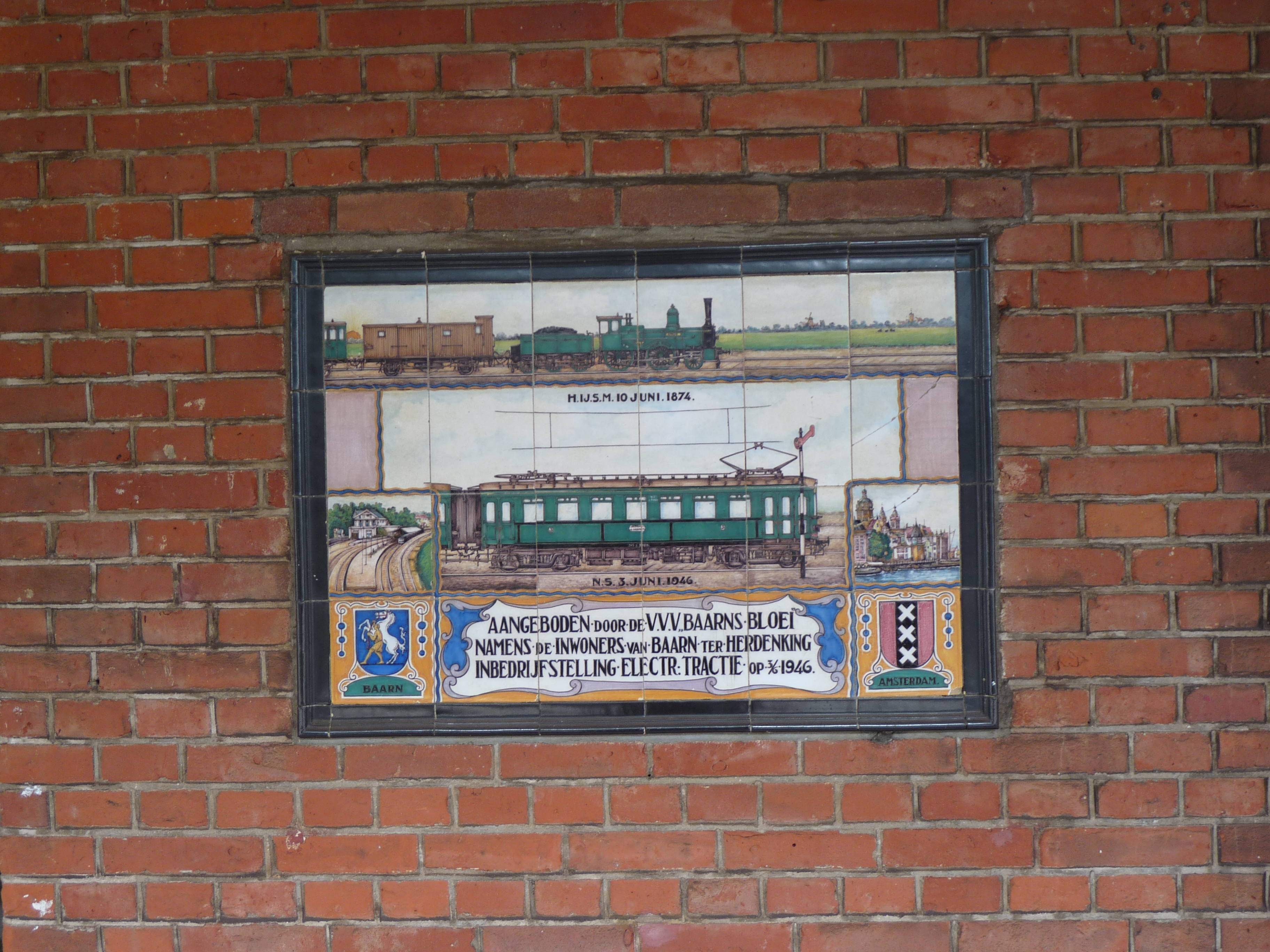
Herrineringstegels op het station
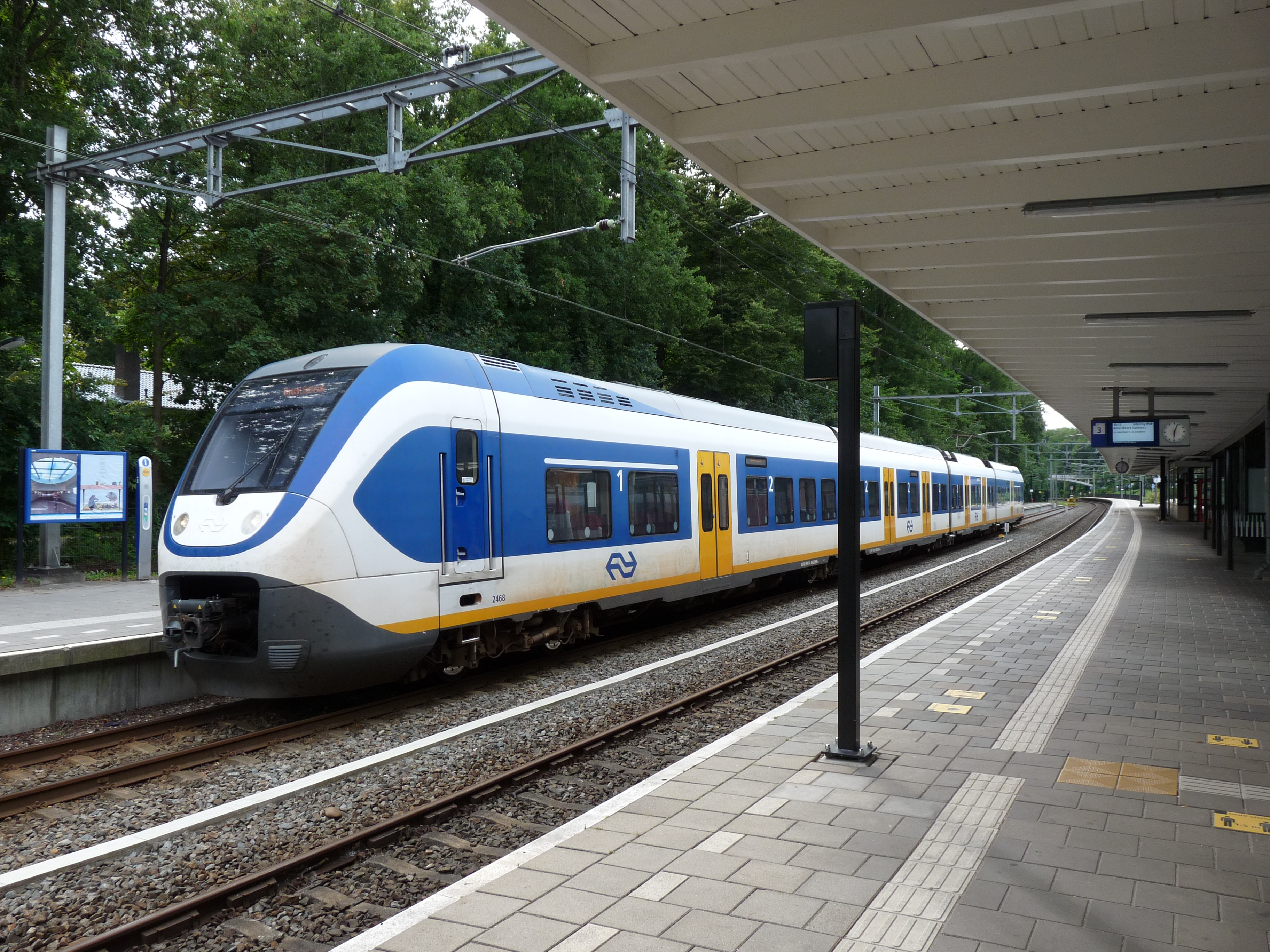
Sprinter op het station